# Idaea abundata
Idaea abundata là một loài bướm đêm trong họ Geometridae.